# Martinskirche (Klosterneuburg)

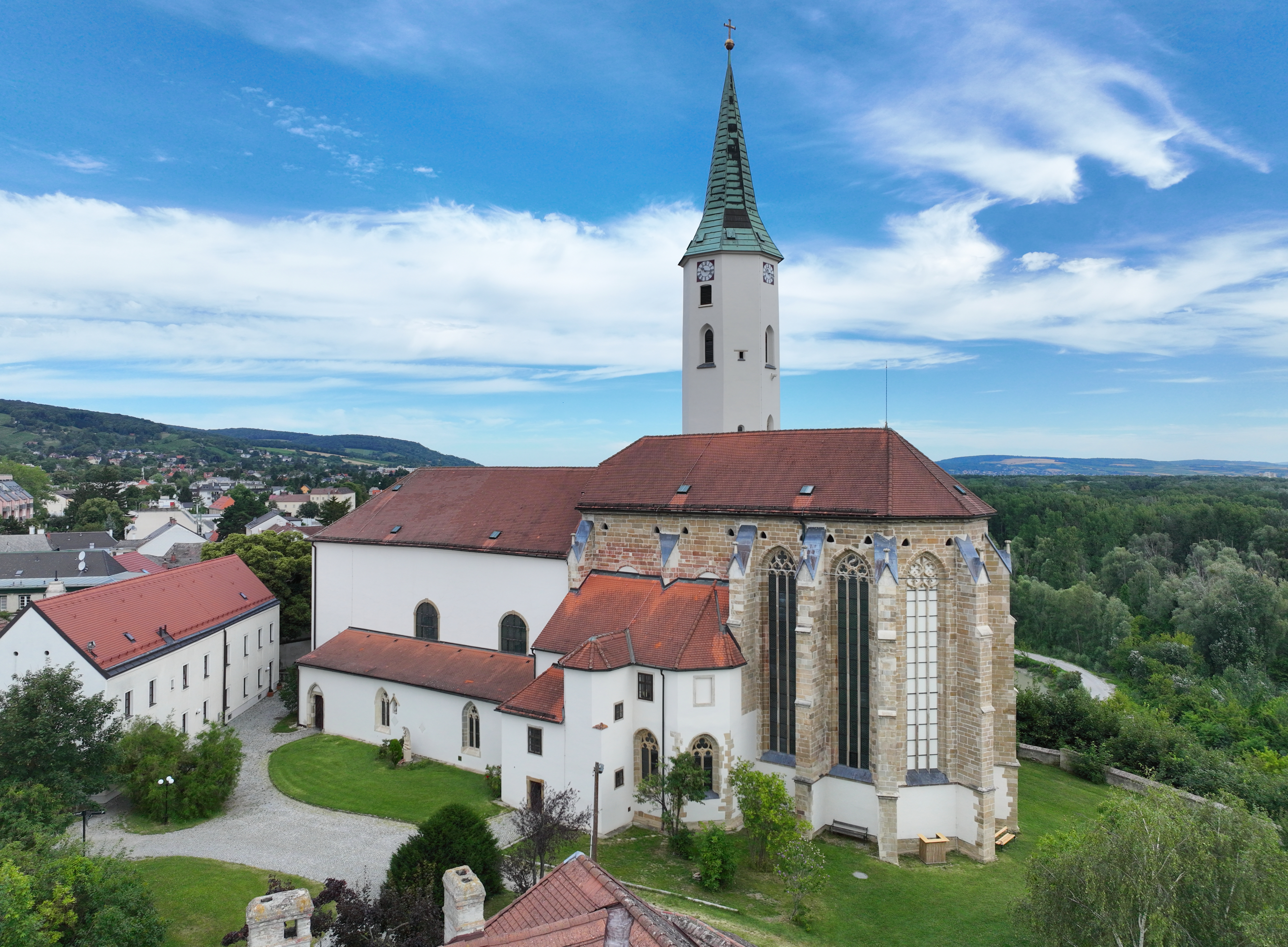
Südseite der Kirche; links das niedrigere Langhaus, rechts der Chor

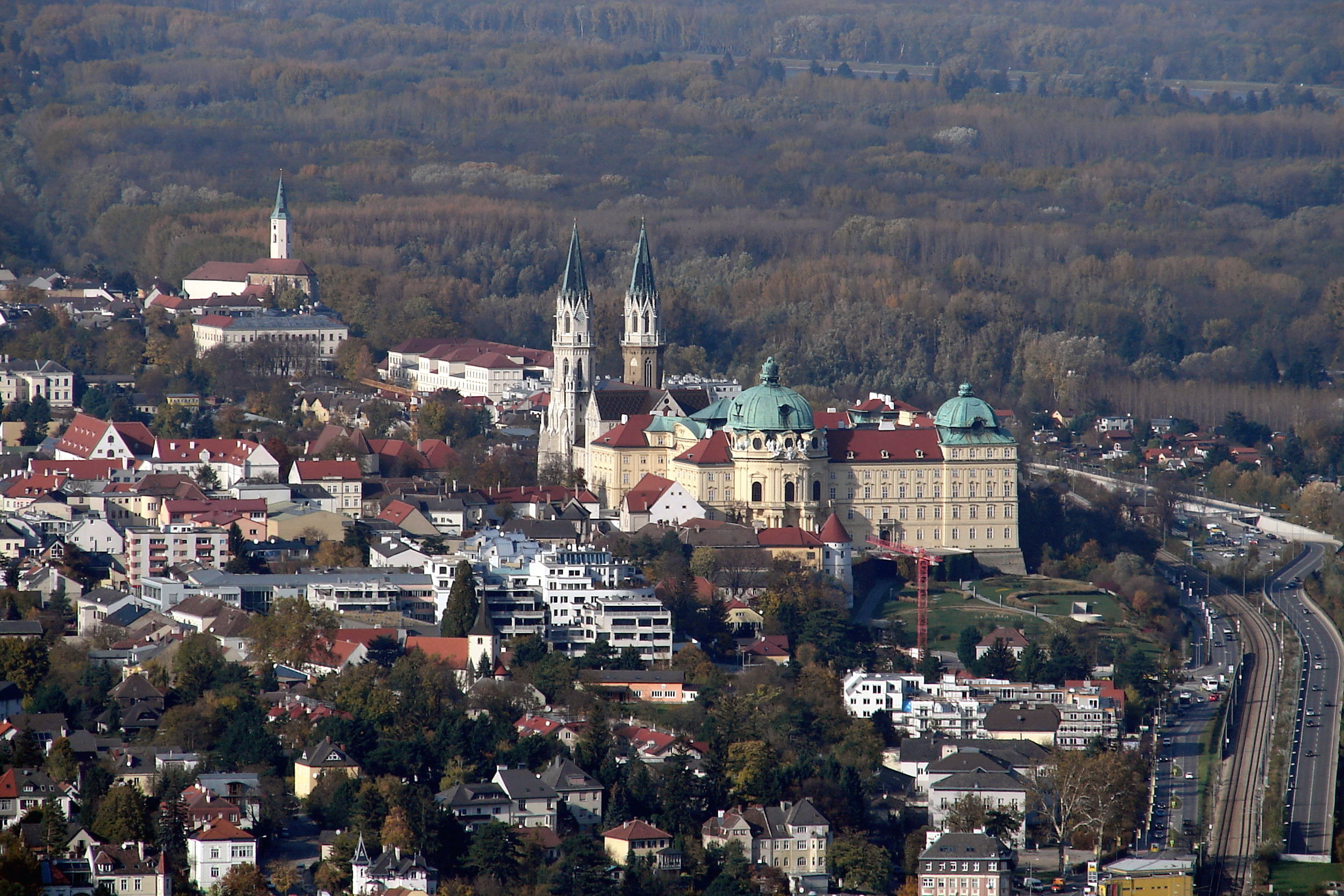
Katholische Pfarrkirche hl. Martin etwas oberhalb vom Stift Klosterneuburg

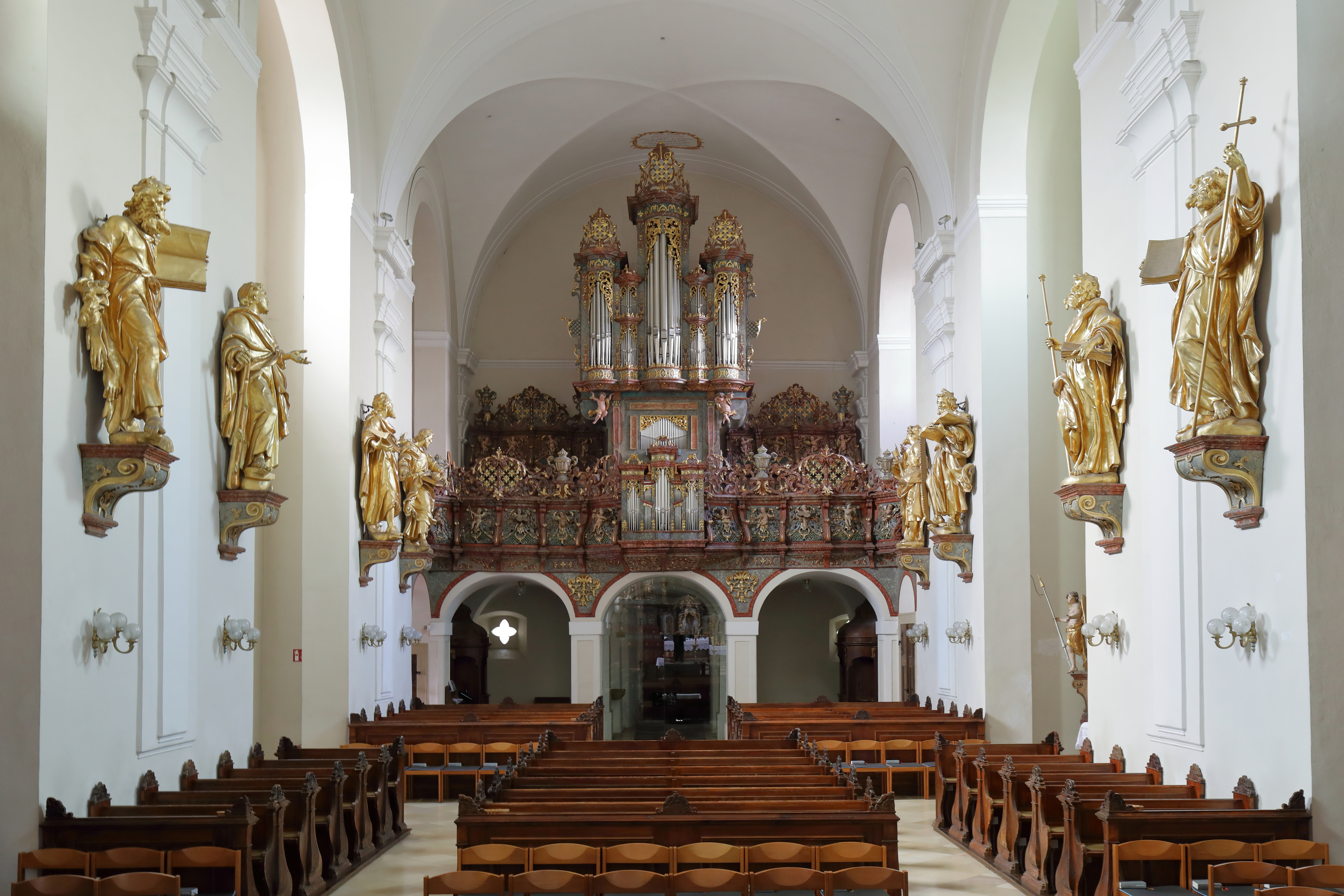
Langhaus, Blick zur Orgelempore

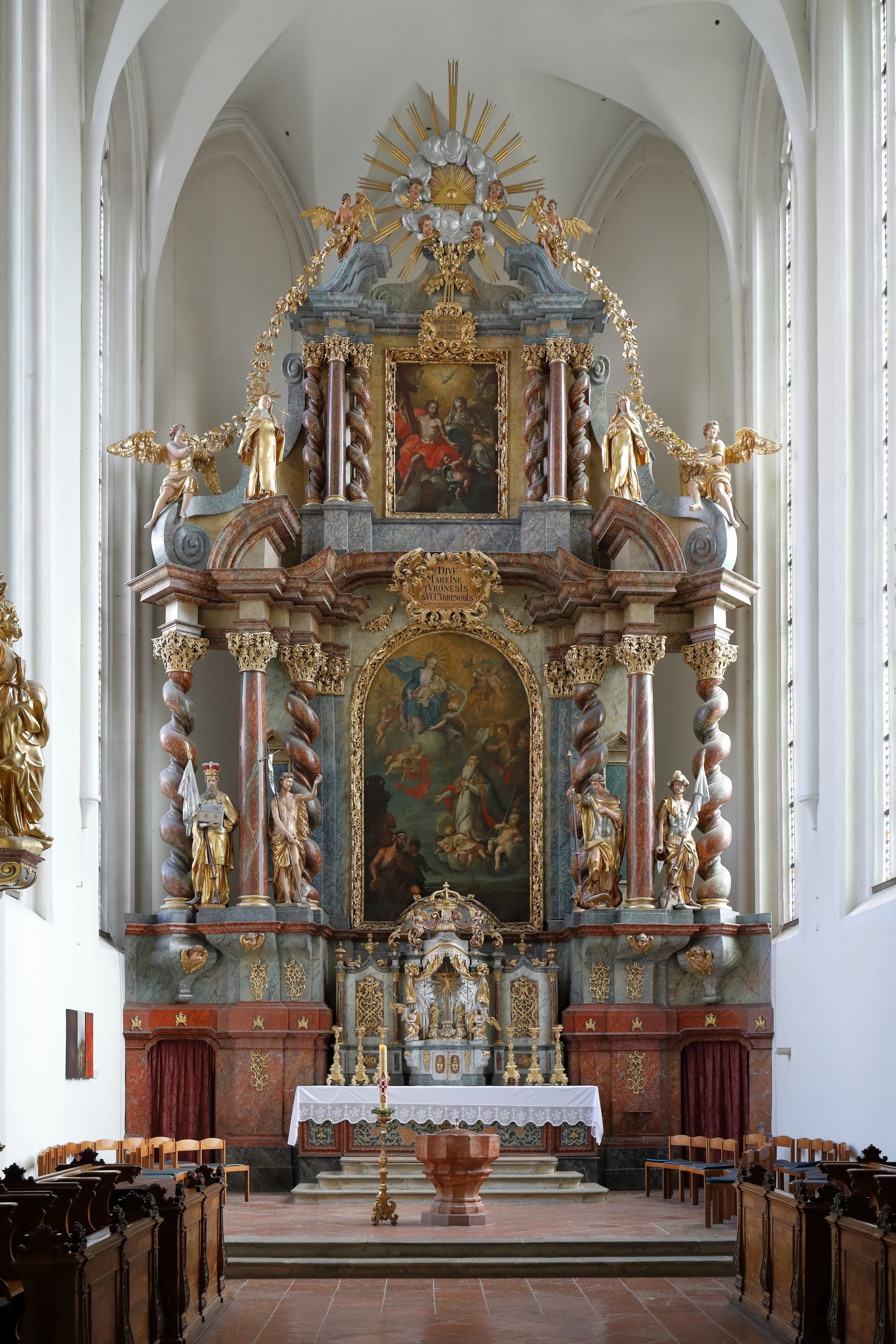
Hochaltar

Die Martinskirche im Norden von Klosterneuburg ist eine dem heiligen Martin von Tours gewidmete römisch-katholische Pfarrkirche. Sie ist Österreichs zweitälteste Martinskirche, gehört zum Dekanat Klosterneuburg der Erzdiözese Wien und wird vom Stift Klosterneuburg betreut.

## Kirchengeschichte
Die Kirche wurde auf einem leichten Terrassenvorsprung in beherrschender Lage über der Donau mit wehrhaft ausgebildeter Kirchenhofmauer errichtet. Im südlichen Bereich der Kirche lag eine fränkische Siedlung. Ende des 8. Jahrhunderts, zur Zeit der Awarenkriege, wurde eine hölzerne Kirche mit einem Reihenfriedhof errichtet und unter die Schutzherrschaft des heiligen Martin von Tours gestellt. In der Frühromantik (11. Jahrhundert) wurde ein rechteckiger Steinbau mit Chorquadrat gebaut und im 12. Jahrhundert nach Osten und Westen erweitert. Ende des 13. Jahrhunderts wurde der hochromanische Kirchenbau geschleift und durch einen frühgotischen Neubau ersetzt. Dessen Langhaus entsprach im Wesentlichen dem heutigen Zustand. 1291 stiftete Ritter Ulrich von Kritzendorf eine St.-Bartholomäus- und eine Maria-Magdalena-Kapelle (heute Sakristei), die im Süden des Langhauses angebaut wurden. 1363 folgte der Turmbau beziehungsweise dessen Erhöhung. Um 1420 war die Grundsteinlegung für den jetzigen Chor mit drei Jochen und einem Fünfachtelschluss. Gegenüber dem alten Chor hat er ein Joch mehr und ist gegenüber dem Langhaus überhöht. Des Weiteren wurden im 15. Jahrhundert das Langhaus erhöht und mit Wandpfeilern versehen sowie die südseitigen Kapellen verbunden und Richtung Osten erweitert, so dass ein seitenschiffartiger Anbau entstand.
Bei der Zweiten Wiener Türkenbelagerung 1683 wurde die Kirche gebrandschatzt. Im Zuge der anschließenden Wiederherstellung, die um 1725 abgeschlossen wurde, wurde die Kirche barockisiert.

## Architektur
Das Kirchenäußere zeigt ein verputztes dreijochiges im Mauerwerk gotisches Langhaus mit barocken Segmentbogenfenstern unter einem Satteldach. Die Bauphasen sind an der Nordwand des Langhauses erkennbar, in der unteren Zone wurden 1973 drei frühgotische Kreisfenster mit Achtpassmaßwerk aufgedeckt, darüber wurden 1973 die Stellen ehemaliger spätgotischer rundbogiger Langfenster mit Putzfaschen angezeigt. Das Westportal aus dem 13. Jahrhundert ist ein vorgestelltes zweizoniges spitzbogiges und profiliertes Portal mit einem barocken rechteckigen Türrahmen mit einem Schmiedeisengitter aus der zweiten Hälfte des 18. Jahrhunderts. Darüber befindet sich ein rundes Dreipassfenster und seitlich je ein frühgotisches kleines Kreisfenster mit spitzen Vierpässen. Im Anfang des 15. Jahrhunderts wurden südlich des Langhauses seitenschiffartige niedrige aneinandergereihte Kapellen mit mehrbahnigen Maßwerkfenstern unter einem Pultdach errichtet. Im Südwesten des Langhauses gibt es ein Schulterportal in einem spitzbogigen Gewände. Der überhöhte dreijochige Langchor mit einem Fünfachtelschluss zeigt Sichtquadermauerwerk mit hohen abgetreppten Strebepfeilern bekrönt mit Giebelknäufen und drei- bzw. vierbahnigen Maßwerkfenstern und kleinen Lichtluken unter dem Traufgesims. Südlich am Chor befindet sich ein niedriger Anbau mit einer Wochentagskapelle, welche von 1782 bis 1982 eine Sakristei war, ebendort auch ein Oratorium mit Vorraum und Treppenturm. Der Turm steht im nördlichen Chorwinkel, das quadratische Erdgeschoß entstand in der zweiten Hälfte des 13. Jahrhunderts, die oberen polygonalen Turmzonen wurden um 1363 und im Anfang des 15. Jahrhunderts aufgesetzt, es gibt ein- und zweibahnige lanzettförmige Maßwerkfenster und Schallfenster, nach einem Brand 1844 wurde die Schallzone erneuert und ein verblechter Spitzhelm aufgesetzt. Seitlich des Turmes steht ein Treppenturm aus der ersten Hälfte des 15. Jahrhunderts mit gefasten Schlitzfenstern, ebendort besteht auch ein rundbogiger Abgang zur Unterkirche.
Außen an der Kirche befindet sich in einer südlichen Nische die Halbfigur Schmerzensmann Heiland auf der Wies wohl aus dem 14. Jahrhundert. An der Nordseite des Chores befindet sich ein Steinrelief Ölberg mit einem Stifterpaar von 1498. Eine spätgotische Totenleuchte mit einem tabernakelartigen Aufsatz aus dem Ende des 15. Jahrhunderts befindet sich beim Abgang zum Beinhaus.
Eine Statue Madonna auf der Weltkugel aus dem zweiten Viertel des 18. Jahrhunderts steht südlich vor der Kirche, die Statue wurde vom ehemaligen Kloster St. Jakob hierher übertragen.
Das Kircheninnere zeigt ein Langhaus mit drei ungleichen Jochen unter Kreuzgratgewölben zwischen Gurtbögen über geschichteten Pilastern, das Langhaus ist seitlich mit hohen Rundbogenöffnungen zu den seichten Nischen geöffnet. Die dreiachsige kreuzgratunterwölbte Westempore steht auf Korbbogenarkaden, die Empore hat eine mittig vorgebauchte mit Gitterwerk durchbrochene und üppig mit Dekorationselementen und Putten besetzte Brüstung aus dem zweiten Viertel des 18. Jahrhunderts. Der südliche und etwas kürzere Langhausanbau besteht aus drei im 15. Jahrhundert verbundenen Kapellen mit Grüften mit gotischen Kreuzrippengewölben auf profilierten Konsolen und im östlichen Ende mit einer Werktagskapelle aus dem Anfang des 15. Jahrhunderts, zum Langhaus mit Verbindungsportalen mit beschlagenen Türblättern.
Der eingezogene Triumphbogen ist rundbogig und zeigt im Scheitel die Renovierungsangaben 1723 und 1785. Der dreijochige Chor mit einem Fünfachtelschluss hat ein Kreuzgrat- und Stichkappengewölbe auf über schlichten Konsolen anlaufenden Runddiensten. Die Oratoriumsfenster haben eine reiche von Adlern bekrönte Rahmung von 1786. Die Kapelle im quadratischen Turmerdgeschoß hat ein tief herabgezogenes gratiges spätgotisches Sterngewölbe.

## Ausstattung
Im westlichen Agape-Raum des südlichen Langhausanbaus gibt es Reste einer Wandmalerei Sieben Schmerzen Mariens aus dem Anfang des 16. Jahrhunderts.

## Einrichtung
Das Kircheninnere zeigt einen hellen hohen Saalraum mit einer qualitätsvollen heterogenen barocken Einrichtung von reicher Wirkung aus der zweiten Hälfte des 17. und der ersten Hälfte des 18. Jahrhunderts.
Der monumentale, dreistöckige barocke Hochaltar, der das gesamte spätgotische Chorpolygon ausfüllt, wurde um 1720 von der Wiener Franziskanerkirche hierher übertragen und angepasst. Das Altarbild Apotheose des Heiligen Martin mit einer Ansicht von St. Martin malte Sebastian Linck. Zwischen gedrehten bzw. korinthisierenden seitliche Säulen stehen die Statuen der Heiligen Johannes der Täufer, Georg, Florian und Leopold. Im Auszug befindet sich das Bild Heilige Dreifaltigkeit und seitlich die Statuen der Heiligen Clara und Margareta von Cortona. Am Baldachintabernakel befindet sich eine geschnitzte Kreuzigungsgruppe.
Der linke und rechte Seitenaltar ist jeweils in einer Kapellennische in der Längswand des Langhauses eingefügt. In der Turmkapelle, ehemals Maria-Lourdes-Kapelle, steht ein Ädikulaaltar aus der Mitte des 18. Jahrhunderts, der 1982 von der südseitigen Bartholomäuskapelle (jetzt als Sakristei genutzt) hierher übertragen wurde.
Die reich gestaltete barocke Kanzel aus dem zweiten Viertel des 18. Jahrhunderts zeigt am Korb ein Relief des 12-jährigen Jesus im Tempel und einen guten bzw. einen schlechten Sämann und seitlich Sitzfiguren der Heiligen Petrus und Johannes Chrysostomus, auf dem Schalldeckel Ecclesia mit Engeln und eucharistische Symbole in einer Himmelsglorie.
Es gibt 16 bemerkenswerte überlebensgroße vergoldete Statuen aus Holz um 1720/1730, wohl vom Bildhauer Franz Caspar, die Statuen wurden aus dem ehemaligen Camaldulenser-Kloster auf dem Kahlenberg hierher übertragen.
Vor dem Hochaltar gibt es ein spätgotisches Taufbecken aus der ersten Hälfte des 15. Jahrhunderts aus Adneter Marmor. Das beidseitige zweireihige reich intarsierte und geschnitzte Chorgestühl aus der ersten Hälfte des 18. Jahrhunderts wurde aus der Wiener Schwarzspanierkirche hierher übertragen, ebendort Aufsätze mit Wappenschilden Klosterneuburg und Doppeladler.

### Orgel
Das Orgelgehäuse auf der dreiachsigen Empore stammt aus der Zeit um 1730. Das Rückpositiv in der prächtigen Emporenbrüstung ist jüngeren Datums. 1984 setzte der Wiener Orgelbauer Herbert Gollini in das bestehende Gehäuse eine neue dreimanualige Orgel mit Pedal und 32 Registern ein.
| I Hauptwerk C–g3 |              |        |
| 1.               | Quintadena   | 16′    |
| 2.               | Prinzipal    | 8′     |
| 3.               | Spitzgedackt | 8′     |
| 4.               | Viola        | 8′     |
| 5.               | Oktave       | 4′     |
| 6.               | Spitzflöte   | 4′     |
| 7.               | Quinte       | 2 ⁄3′  |
| 8.               | Superoktave  | 2′     |
| 9.               | Terz         | 1 3⁄5′ |
| 10.              | Mixtur V-VI  | 1 ⁄3′  |
| 11.              | Trompete     | 8′     |

| II Brustwerk C–g3 |            |      |
| 12.               | Copula     | 8′   |
| 13.               | Flöte      | 4′   |
| 14.               | Prinzipa l | 2′   |
| 15.               | Gemshorn   | 2′   |
| 16.               | Cimbel II  | 1⁄3′ |
| 17.               | Regal      | 8′   |
| 18.               | Schalmei   | 4′   |
|                   | Tremulant  |      |

| III Rückpositiv C–g3 |            |       |
| 19.                  | Gedackt    | 8′    |
| 20.                  | Prinzipal  | 4′    |
| 21.                  | Rohrflöte  | 4′    |
| 22.                  | Oktave     | 2′    |
| 23.                  | Nasat      | 1 ⁄3′ |
| 24.                  | Scharff IV | 1′    |
| 25.                  | Krummhorn  | 8′    |

| Pedalwerk C–f1 |                |     |
| 26.            | Subbass        | 16′ |
| 27.            | Oktavbass      | 8′  |
| 28.            | Gedecktbass    | 8′  |
| 29.            | Choralbass     | 4′  |
| 30.            | Rauschpfeife V | 2′  |
| 31.            | Posaune        | 16′ |
| 32.            | Zinke          | 8′  |

### Glocken
Das Geläute besteht aus fünf Glocken, vier davon dienen als Hauptgeläute. Die Kleinste ist die Sterbeglocke und wird nur geläutet, wenn ein Pfarrmitglied verstorben ist. 
| Nr. | Name                      | Gewicht in Kg. | Durchmesser in cm. | Schlagton | Gießer              | Gussjahr |
| --- | ------------------------- | -------------- | ------------------ | --------- | ------------------- | -------- |
| 1   | Helden- und Martinsglocke | 881            | 112                | f′        | Josef Pfundner      | 1956     |
| 2   | Marienglocke              | 500            | 95                 | g′        | Bartholomäus Kaffel | 1844     |
| 3   | Leopoldiglocke            | ?              | ?                  | b′        | Grassmayr           | 1986     |
| 4   | Stephaniglocke            | ?              | ?                  | c″        | Grassmayr           | 1986     |
| 5   | Sterbeglocke              | 54,9           | 43                 | b″        | Josef Pfundner      | 1956     |

Die Helden- und Martinsglocke ist durch die Initiative von Obmann Johann Leidlmayr und Ludwig Fre· Kassier Franz Ziegler geschaffen worden.

## Grabdenkmäler
Außen
- Grabsteine und Inschriftplatten vom ehemaligen 1860 aufgelassenen Friedhof.

Innen
- Im Chor Grabplatte zu Caspar Hardtmann 1713.
- Im südliche Agape-Raum als ehemalige Kapelle, ein Grabstein zu Maria Constantia Pittner 1730, eine Wappengrabplatte zum Rektor der Universität Wien Ulrich Eberhard 1486, eine Grabplatte zu Peter Angerholzer 1732, ein sogenanntes Gruber-Epitaph mit einem Relief Christus am Kreuz mit Stifterfamilie und Wappenschilden um 1600, ein Grabstein zu Matthias Eggendorfer 1754.

## Archäologische Gedenkstätte
Im Zuge von Umbau- und Renovierungsarbeiten wurden zwischen 1977 und 1982 in und um die Kirche archäologische Untersuchungen durchgeführt. Dabei wurden eine 5000-jährige Besiedlungsgeschichte des Kirchenhügels und eine erste Holzkirche im Frühmittelalter (Karolingerzeit) nachgewiesen. Für die Dokumentation der Siedlungsgeschichte des Kirchhügels mit archäologischen Funden, Modellen und einem frühmittelalterlichen Gräber- und Beindepot wurde unterhalb des Hauptschiffes ein Schauraum eingerichtet und am 23. Juni 1984 eröffnet.